# Nowe Selo (Drohobytsch)
Nowe Selo (ukrainisch Нове Село; russisch Новое Село Nowoje Selo, polnisch Nowa Wieś/Polminowice, deutsch Neudorf) ist ein Dorf in der westukrainischen Oblast Lwiw mit etwa 750 Einwohnern.
Am 12. Juni 2020 wurde das Dorf ein Teil  der neu gegründeten Stadtgemeinde Drohobytsch (Дрогобицька міська громада/Drohobyzka miska hromada), bis dahin gehörte es zur Landratsgemeinde Bolechiwzi (Болехівці).

## Geschichte
Bei der Ersten Teilung Polens kamen die Kammergüter der Stadt Drohobytsch mit Bolechiwzi 1772 zum neuen Königreich Galizien und Lodomerien des habsburgischen Kaiserreichs (ab 1804).
Das Dorf entstand im Jahre 1783 im Zuge der Josephinischen Kolonisation auf dem Grund des Dorfes Bolechiwzi. Deutsche Kolonisten katholischer und lutherischer Konfession wurden dort angesiedelt. Die Kolonie wurde Neudorf genannt und wurde eine unabhängige Gemeinde. Die Protestanten gründeten eine lutherische Filialgemeinde der Pfarrgemeinde in Brigidau.
Im Jahre 1900 hatte die Gemeinde Neudorf, Nowa Wieś 53 Häuser mit 351 Einwohnern, davon 243 deutschsprachige, 50 polnischsprachige, 58 ruthenischsprachige, 146 römisch-katholische, 17 griechisch-katholische, 11 Juden, 177 anderen Glaubens (evangelisch).
Nach dem Ende des Ersten Weltkriegs 1918 und dem Zusammenbruch der k.u.k. Monarchie kam Neudorf zu Polen.
Im Jahre 1921 hatte die Gemeinde Nowa Wieś (Neudorf) 51 Häuser mit 405 Einwohnern, davon 213 Deutschen, 46 Polen, 140 Ruthenen, 6 Juden (Nationalität), 123 römisch-katholische, 141 griechisch-katholische, 135 evangelische, 6 Juden (Religion).
Am 17. November 1938 wurde der Name Neudorf auf Polminowice geändert.
Im Zweiten Weltkrieg gehörte es zuerst zur Sowjetunion und ab 1941 zum Generalgouvernement, ab 1945 wieder zur Sowjetunion, heute zur Ukraine.
Die dann noch ansässigen Deutschen wurden 1940 infolge des Deutsch-Sowjetischen Grenz- und Freundschaftsvertrages umgesiedelt.